# 시냅스이미징
시냅스이미징은 2002년에 설립된 대한민국의 로봇기업이다. 주요 사업내용은 로봇, 자동화장비 개발 및 제조하여 국내 판매, 수출하고, 주요 품목은 산업용로봇, 교육용로봇, 서비스로봇, 반도체로봇, 필드로봇, 반도체자동화장비, 디스플레이자동화장비, 광학용자동화장비 등이다.

## 수상
2021년 로봇신문에 의해 '올해의 대한민국 로봇기업(Korea Robot Company of the Year 2021)'에 선정되었다.

## 연혁
- 2010.11 품질경영시스템(ISO) 인증
- 2008.01 디지털이노베이션 대상수상(정보통신부 장관상 수상)
- 2003.04 부품소재전문기업 등록
- 2003.01 벤처기업 인증
- 2001.05 세계 최초 영동장치 ARRAYER 장비 양산 시작
- 2001.01 BIO ARRAYER장비 양산 시작
- 2000.12 기업부설연구소 설립
- 2000.10 독일 KLOCK NAMO TECHNIK 기술제휴
- 2000.05 일본 DYNAY와 DYNAX KIREA 법인투자 설립
- 2000.03 KOFA 2000 전시회 출품
- 1999.08 LOC PASTE MACHINE 개발
- 1999.03 (주)로봇앤드디자인 설립

## 같이 보기
- 로봇산업협회